# Шпикене, Нина
Нина Шпикене (лит. Nina Špikienė; урожденная Коновалова; годы жизни неизвестны) — литовская шахматистка, двукратная победительница чемпионата Литовской ССР по шахматам среди женщин (1959, 1960).

## Биография
По профессии была архитектором. Среди разработанных ею проектов были гостиница-ресторан «Паюрис» (ул. Басанавичяус 9 / ул. С. Дауканто 3), Паланга (1955—1959 гг.); в 1969 г. расширение комплекса Литовской сельскохозяйственной академии (с 1996 г. Академия сельского хозяйства университета Витовта Великого): были спроектированы дополнительные факультеты агрохимии и гидромелиорации (совместно с архитекторами Викторией Сальвинией Якучунене и К. Зыкум). Член Союза архитекторов Литвы.
С конца 1950-х до конца 1960-х годов Нина Шпикене была одной из ведущих литовских шахматисток. Она выиграла шесть медалей в чемпионатах Литовской ССР по шахматам среди женщин: две золотые (1959, 1960), серебряную (1969) и три бронзовые (1956, 1961, 1964).
Она была замужем за Константинасом Шпикасом и имеет сына. Жила в Каунасе.